# John Crafoord
Carl John Percival Crafoord, född 1 juni 1924 i S:t Johannes församling, Stockholms stad, död 15 mars 2021 i Lovö distrikt, Stockholms län, var en svensk före detta militär (överste) i generalstabskåren, slottsfogde och författare.

## Biografi
Crafoord var son till överste Casa Crafoord och Elsa (född Kumlin, 1899–1989) samt bror till Carl-George Crafoord och Clarence Crafoord. Han var löjtnant vid Dalregementet (I 13) 1947. Crafoord var överste och militärattaché i Helsingfors från 1975 och var slottsfogde på Gripsholms och Strömsholms slott från 1983.
Crafoord skrev ett flertal verk, bland annat Tolv kungars knektar, en militärhistorisk bok om släkten Crafoord, som var i kungens tjänst under tre sekel, då de deltog i fälttågen till Lützen, Poltava, och sedan vidare i Karl XII:s eskort till Bender.